# Нидерландская реформатская церковь
Нидерла́ндская реформа́тская це́рковь (нидерл. Nederlandse Hervormde Kerk) — кальвинистская деноминация. Распространена в Нидерландах (14 % верующих), Намибии, ЮАР.
Деноминация образована в 1816 года путем переименования Голландской реформатской церкви, и стала официальной церковью Республики Семи Объединённых Нидерландов во время Восьмидесятилетней войны. 1 мая 2004 года церковная община объединилась с Реформатской церковью и Евангелическо-лютеранской церковью, образовав Протестантскую церковь Нидерландов (PKN).

## История
После освобождения от французского господства Виллем I стал королем Нидерландов. Сначала под его властью оказались только Северные Нидерланды, но затем к ним присоединились и южные земли, создав Соединённое Королевство Нидерландов. Виллем I также проявлял интерес к церковным делам. Он разработал устав для Голландской реформатской церкви и 7 января 1816 года королевским указом утвердил Общий регламент управления этой церковью в Королевстве Нидерланды. После этого церковь получила официальное название — Нидерландская реформатская церковь.
Многие в церкви восприняли это как нежелательное вторжение короля в церковные дела. Это вызвало сопротивление, особенно в Лейденском университете.
В 1834 году сопротивление консерваторов привело к отставке Хендрика де Кока, министра в Ульруме. Это событие вызвало движение Сецессион. В разных частях Нидерландов министров отстраняли от должностей или даже арестовывали гражданские власти.
В 1867 году ввели новый устав, который дал обычным прихожанам право голоса при выборах церковного совета. Это косвенно влияло на синод и назначение министров, часто приводя к избранию более консервативных руководителей. В 1870 году в Амстердам прибыл проповедник Абрахам Кёйпер, заметный антиреволюционный политик и журналист. Под его влиянием в 1886 году, во время Долеантской революции, произошёл новый раскол. Реформатские церкви в Нидерландах объединились в 1892 году. Это стало результатом слияния раскольнических общин и церквей, отделившихся в 1834 году.
В 2004 году Нидерландская реформатская церковь перестала существовать. Большинство её членов перешли в новую Протестантскую церковь Нидерландов (PKN). Около 55 000 реформатских христиан создали Восстановленную реформатскую церковь (HHK).

## Организация
В NHK была пресвитерианская система управления, где церковью руководили старейшины. Местные церкви объединялись в пресвитерии или классисы, а те, в свою очередь, работали вместе в синоде.

## Модальности
Нидерландская реформатская церковь всегда была разделена внутри.
В 1830-х годах теологи из Гронингена были влиятельной и новаторской группой внутри церкви.
В 1864 году, опасаясь влияния одной группы, 69 священников, 50 старейшин и другие члены церкви собрались в Утрехте. Они решили создать ассоциацию для помощи и руководства верующим Нидерландская реформатской церкви. Так возникло Конфессиональное объединение, которое до сих пор существует как часть Протестантской церкви Нидерландов. В 1906 году из этого объединения вышла Реформаторская лига. Это было консервативное движение внутри Нидерландская реформатской церкви. Лига выступала против раскола и либеральных реформ. Многие её основатели и члены раньше были частью Конфессионального объединения.
В 1913 году либералы создали свою организацию — Ассоциацию либеральных реформаторов. Она существует до сих пор, но теперь называется Ассоциацией либеральных протестантов в рамках PKN. В 1920 году либералы и религиозные деятели основали Этическую ассоциацию. После распада в 1930-х это место заняли консерваторы-центристы.
С 1960-х годов реформатская церковь начала сближаться с Реформатской и Евангелическо-лютеранской церквями. Этот процесс, известный как Samen op Weg (SoW), продолжался, несмотря на протесты консервативных групп. В итоге, с 1 мая 2004 года, Нидерландская реформатская церковь объединилась с Протестантской церковью Нидерландов. Среди противников объединения были Реформатская федерация и консервативная реформаторская партия Het Gekrookte Riet.
31 мая 1995 года служители реформатской и кальвинистской церквей представили «Евангельский манифест». В нём они призывали к духовному обновлению нидерландской Церкви. Эта инициатива привела к созданию нового движения внутри церквей, известного как SoW (теперь PKN). Движение, названное Ассоциацией евангельского труда, быстро набирало силу и влияние. Одним из его достижений стало объединение групп общественного роста по всей стране и выпуск Евангелического песенника. Сегодня фонд превратился в влиятельное движение в протестантской церкви.

## Пилляризация
Реформатская церковь играла важную роль в обществе до 1970-х годов. У неё были свои медиаресурсы — вещательная компания NCRV, газета (сначала De Standaard, затем Trouw), политическая партия (Антиреволюционная партия), университет (Свободный университет) и школы. Однако сама она не имела широкой поддержки. Некоторые члены Реформатской лиги часто сотрудничали с церковью (а с 1970-х — и с консервативной Реформатской церковью).

## Участники
В Голландской реформатской церкви было три типа членов:
- члены по рождению — считаются членами, поскольку один или оба родителя являются членами.
- крещеные члены
- исповедующие веру — помимо крещения, они также исповедуют свою веру.

К концу 2003 года Нидерландская реформатская церковь объединяла 1 823 085 верующих. В Нидерландах тогда было более 1750 реформатских общин. Среди них — четырнадцать валлонских церквей и две шотландские: Английская реформатская в Амстердаме и Шотландская международная в Роттердаме.

## Распространение в мире
Благодаря торговым и колониальным связям Нидерландов Нидерландская реформатская церковь распространилась по всему миру. Дочерние церкви продолжают существовать как национальные церкви.

### Америка
В 1628 году, когда был основан Новый Амстердам, появилась и Голландская реформатская церковь. Сегодня в США и Канаде есть две основные церкви-наследницы: Христианская реформатская церковь в Северной Америке и Реформатская церковь в Америке, которая ещё старше.
Первая церковь в Карибском регионе появилась на датском острове Сент-Томас в 1660 году. Параллельно, с 1636 года, католические храмы начали возводить в голландской Бразилии, которая сегодня известна как провинция Пернамбуку. До сих пор церкви можно найти на голландских территориях Арубы, Кюрасао, Сен-Мартена и Суринама.

### Азия
Первые голландские поселения в Азии появились в 1605 году на Амбоне, Молуккские острова, и в 1642-м — на Цейлоне. В колонии Батавия в 1640 году возвели Де Ауде Керк. Сегодня в Индонезии бок о бок существуют несколько реформатских церквей.

### Южная Африка и Намибия
В Южной Африке Голландская реформатская церковь стала мощным идеологическим инструментом, который использовал библейские тексты для оправдания апартеида. С 1857 года в церкви ввели раздельные службы по расовому признаку. В качестве библейского обоснования приводился текст: «И от одного Он произвел весь род человеческий для обитания по всему лицу земли, назначив времена и пределы их обитанию» (Деяния 17:26). На юге Африки действует Голландская реформаторская церковь Южной Африки с партнерскими церквями в нескольких африканских странах. Долгое время она не была тесно связана с Нидерландской церковью. Полное изменение курса произошло только в 1986 году.
Кроме того, в Намибии и Южной Африке существует независимая голландская организация Голландская реформатская церковь Африки.